# Socialterapi
Socialterapi är en arbetsmetod och ett förhållningssätt i arbete med vuxna som anses vara i behov av själslig vård. Metoden bygger på den antroposofiska läran som grundades av Rudolf Steiner. Metoden betonar stabilitet, förutsägbarhet och hanterbarhet vilket sägs uppnås genom fasta rutiner, planering och fokus på årstidernas växling.
Socialterapin praktiseras i de socialterapeutiska arbets- och livsgemenskaperna, såsom vissa verkstäder och gruppbostäder.
Socialterapin och läkepedagogiken är spridda över världen i ett fyrtiotal länder med några hundra verksamheter.
Socialterapin i Sverige har vuxit fram ur läkepedagogiken som initierades 1935 då initiativet togs till den första läkepedagogiska verksamheten i Sverige, Mikaelsgården i Järna.